# مجمع العبدلي
مجمع العبدلي، أو مجمع باصات العبدلي، وهو مجمع كبير سابق كان يقع بالقرب من وسط البلد, سمي نسبة إلى منطقة العبدلي. يضم بالإضافة لحافلات المدينة الداخلية، حافلات لنقل المسافرين إلى مدن الشمال، إربد وجرش، وبعض مدن الوسط مثل السلط. كذلك هناك مرآب لسيارات النقل الخارجي (خط عمان - دمشق - بيروت). كان يبلغ عدد خطوط النقل العام ضمن المجمع 700 مركبة وكانت تخدم نحو 35 خط سير.
تم نقل هذا المجمع إلى مجمع سفريات الشمال الواقع على شارع الأردن بالقرب من منطقة طارق بالقرب من مستشفى الملكة علياء، وهو أبعد عن وسط المدينة ضمن ارض مساحتها 32 دونم بكلفة بلغت 500 ألف دينار، وذلك بسبب حملة إعمار العبدلي أو ما يعرف بمشروع العبدلي التي أطلقت في 2005 لإنشاء الكثير من المشاريع الكبرى المحلية والعالمية في المدينة.
أدى نقل المجمع في البداية إلى ارتباك في حركة الركاب وإضراب لسائقي الاجرة